# Esperanza Pedreño
Esperanza Pedreño (Albacete, 20 de desembre de 1974) és una actriu espanyola.

## Biografia
Va néixer en Albacete el 20 de desembre de 1974. Va estudiar EGB a l'Escola Nacional de Pràctiques (Annexes) d'Albacete. Va estudiar Batxillerat a l'I.E.S. Tomás Navarro Tomás, i va interpretar els seus primers papers en el grup de teatre d'aquest centre. Va cursar estudis d'Econòmiques i Sociologia, però el seu pas per l'Escola de Teatre Clàssic d'Almagro la porta a llicenciar-se en Interpretació per la Reial Escola Superior d'Art Dramàtic (RESAD) i a cursar amb una beca Performing Arts en la Universitat Middlesex de Londres
Esperanza ha participat en nombroses obres de teatre. Compte en el seu haver amb interpretacions a El Quijote para torpes de Juan Manuel Cifuentes, La rosa de papel amb Juan Margallo, 2005, Objetos perdidos d'Antonio Muñoz de Mesa, Casa con dos puertas mala es de guardar dirigida per Javier Veiga o Bodas de Sangre de Federico García Lorca, dirigida per Juan Pastor entre moltes altres representacions. Les seves últimes interpretacions són el personatge de Melibea de La Celestina i Valeria y los pájaros, de José Sanchis Sinisterra, estrenada a Avilés a finals de març de 2008.
Va treballar entre 2003 i 2005 amb Javier Coronas al programa Más te vale XXL.
És coneguda per la seva actuació en la sèrie Camera Café, emesa en Telecinco i produïda per aquesta cadena i Magnolia TV, pel personatge de Mari Carmen Cañizares, la infantil secretària de Victoria de la Vega (Ana Milán).
El 2006 participa als curts Cruces amb Empar Ferrer, dels directors Pablo Esparza i David Martínez, i Rémoras, dirigida en juliol d'aquell any per Marisa Lafuente, amb Mulie Jarjú.
El 2007 col·labora a l'episodi 8è de la 1a temporada de Muchachada Nui, emès el 7 de novembre de 2007, fent el paper de l'argentina repartidora de pizzes Gloria Minclir al costat de Julián López, que interpreta a "Perro Muchacho".
El 2008 és protagonista a la pel·lícula Una palabra tuya d'Ángeles González-Sinde, adaptació de la novel·la homònima d'Elvira Lindo, editada per Seix-Barral amb Malena Alterio i Antonio de la Torre.
El 2009 és actriu de doblatge a la pel·lícula El lince perdido, pel·lícula produïda per Antonio Banderas i dirigida per Raúl García i Manuel Sicília, guanyadora del Goya 2009 a la millor pel·lícula d'animació, estrenada el 25 de desembre de 2008, en la qual interpreta a Patty, una flamenca insegura. Un dels companys de doblatge és l'actor basc César Sarachu, que interpreta a Diògenes, un voltor que s'ocupa del reciclatge dels desaprofitaments del Parc Nacional de Doñana, entorn dels protagonistes de la pel·lícula, que interpreta en César Sarachu, comptable en la Camera Cafe.
El diumenge 22 de febrer de 2009 va estrenar, en horari de prime time, Doctor Mateo en Antena 3 juntament amb Gonzalo de Castro, Natalia Verbeke, Daniel Freire, Rosario Pardo, María Esteve i Álex O'Dogherty, entre d'altres. Després de l'emissió de la meitat de la primera temporada, la cadena va anunciar l'enregistrament de la segona.
L'agost de 2009 es va anunciar l'emissió de Fibrilando,sèrie d'historietes que tenen lloc a les sales d'un hospital, amb l'equip i l'estil de Camera Café.
El diumenge 6 de setembre de 2009 es va estrenar a les 22 hores la segona temporada de Doctor Mateo a Antena 3. El diumenge dia 13 de setembre es va estrenar a les 21.45 hores Fibrilando, sèrie en la qual interpreta a una infermera, amb el mateix nom i caràcter del personatge de Camera Café.
Del 19 al 21 de març de 2010 va intervenir en el rodatge del curt La gente sencilla, dirigit per Alber Ponte, a El Recuenco (Guadalajara).
El divendres dia 19 de novembre es va estrenar a les sales comercials 18 comidas, pel·lícula de diverses històries d'amor que tenen lloc en els diferents menjars del dia en la qual Esperanza Pedreño protagonitza una de les històries amb Luis Tosar.
En 2013 la nomenaren pregonera de la Fira d'Albacete, a la seva terra natal.

## Filmografia

### Cinema
- Ocho apellidos catalanes, (Emilio Martínez-Lázaro, 2015)
- 18 comidas, (Jorge Coira, 2009)
- Una palabra tuya (2008)
- Cruces - Curtmetratge guanyador 2006 del Festival ABYCINE, amb Esperanza Pedreño (David Martínez i Pablo Esparza, 2006).
- Amor en defensa propia, (Rafa Russo, 2006)
- Di que sí, (Juan Calvo, 2004)

### Teatre
- La madre que me parió (2017)
- Mi relación con la comida (2018)
- Coneja (2019)[10]

### Programes
- Dutifrí (2007)
- Plan C (2005)
- Más te vale XXL (2003-2005)

### Sèries
- Doctor Mateo (2009-2011)
- Fibrilando (2009)
- Camera Café (2005-2009)

### Publicitat
- Cervezas Ambar (2017)

## Premis i candidatures
Medalles del Cercle d'Escriptors Cinematogràfics
| Any  | Categoria                | Pel·lícula       | Resultat   |
| ---- | ------------------------ | ---------------- | ---------- |
| 2009 | Millor actriu secundària | Una palabra tuya | Guanyadora |

Premis de la Unión de Actores
| Any  | Categoria                                 | Pel·lícula  | Resultat   |
| ---- | ----------------------------------------- | ----------- | ---------- |
| 2005 | Millor actriu de repartiment de televisió | Camera Café | Guanyadora |

Premis Goya
| Any  | Categoria               | Pel·lícula       | Resultat |
| ---- | ----------------------- | ---------------- | -------- |
| 2009 | Millor actriu revelació | Una palabra tuya | Nominada |

### Altres reconeixements
- Premiada com a Millor Actriu Revelació als XVIII Premis Túria 2009 de València per Una palabra tuya.
- Premiada amb Malena Alterio com a Millor Actriu en el Festival Internacional 2008 de Curtmetratges i Cinema Alternatiu de Benalmàdena (Màlaga) per Una palabra tuya.
- Premiada com a Millor Actriu en el Certamen de Teatre Jove 2003 de la Comunitat de Madrid.
- Premiada com a millor Actriu en el Festival Pasarena de Logronyo 2002.